# Ypsolophus
Ypsolophus é um gênero de mariposa pertencente à família Acrolepiidae.